# Shallow
„Shallow” este un cântec din filmul S-a născut o stea (2018), interpretat de Lady Gaga și Bradley Cooper. Piesa a fost lansată ca primul disc single extras de pe coloana sonoră a filmului la 27 septembrie 2018, sub egida casei de discuri Interscope Records. Melodia a fost compusă de Gaga, Mark Ronson, Anthony Rossomando, și Andrew Wyatt, în timp ce producția a fost realizată de Gaga și Benjamin Rice. Cântecul a fost difuzat în film de trei ori, cel mai proeminent fiind în secvența ce îl prezintă pe personajul lui Cooper, Jackson Maine, invitând-o pe Ally, personajul jucat de Gaga, să cânte alături de el pe scenă. Cadrul a fost filmat la teatrul Greek din Los Angeles.
Pentru personajul artistei, piesa „Shallow” este un moment crucial al filmului S-a născut o stea, de vreme ce cântecul vorbește despre conversațiile pe care Ally și Jackson le-au purtat. Gaga a compus piesa din perspectiva personajului Ally, cu versuri în care cele două personaje se întreabă unul pe celălalt dacă au fost meniți să fie ceea ce sunt. Piesa este o baladă rock puternică în care Gaga și Cooper schimbă versuri și ajung treptat către ultimul refren, acompaniat de o vocaliză din partea cântăreței. Melodia este alternată cu sunetele unei mulțimi care strigă și aplaudă. „Shallow” a fost redat pentru prima oară la emisiunea DJ-ului Zane Lowe a postului de radio Beats 1, iar cântăreața a acordat, de asemenea, un interviu. Videoclipul muzical al single-ului a fost lansat ulterior, prezentându-i pe Gaga și Cooper pe scenă. Cadrele sunt intercalate cu secvențe din filmul S-a născut o stea.
Melodia a primit laude din partea criticilor de specialitate, aceștia declarându-se impresionați atât de vocea lui Gaga, cât și de natura dramatică a compoziției și a versurilor, fiind de părere că „Shallow” merită să fie nominalizat la numeroase gale de premii importante. Din punct de vedere comercial, single-ul a obținut un succes considerabil, ocupând prima poziție din clasamentele a peste douăzeci de țări, și devenind un șlagăr de top zece în majoritatea ierarhiilor în care a activat. Melodia a primit numeroase distincții, printre care se numără premiul Oscar pentru cea mai bună melodie originală, premiul Globul de Aur pentru cea mai bună melodie originală, premiul BAFTA pentru cea mai bună coloană sonoră, și premiul Asociației Criticilor de Film pentru cel mai bun cântec. „Shallow” a fost interpretat live la cea de-a 61-a ediție a premiilor Grammy, la cea de-a 91-a ediție a premiilor Oscar, și servește drept bis în spectacolul rezidențial Enigma (2018–2020), organizat în Las Vegas.

## Informații generale

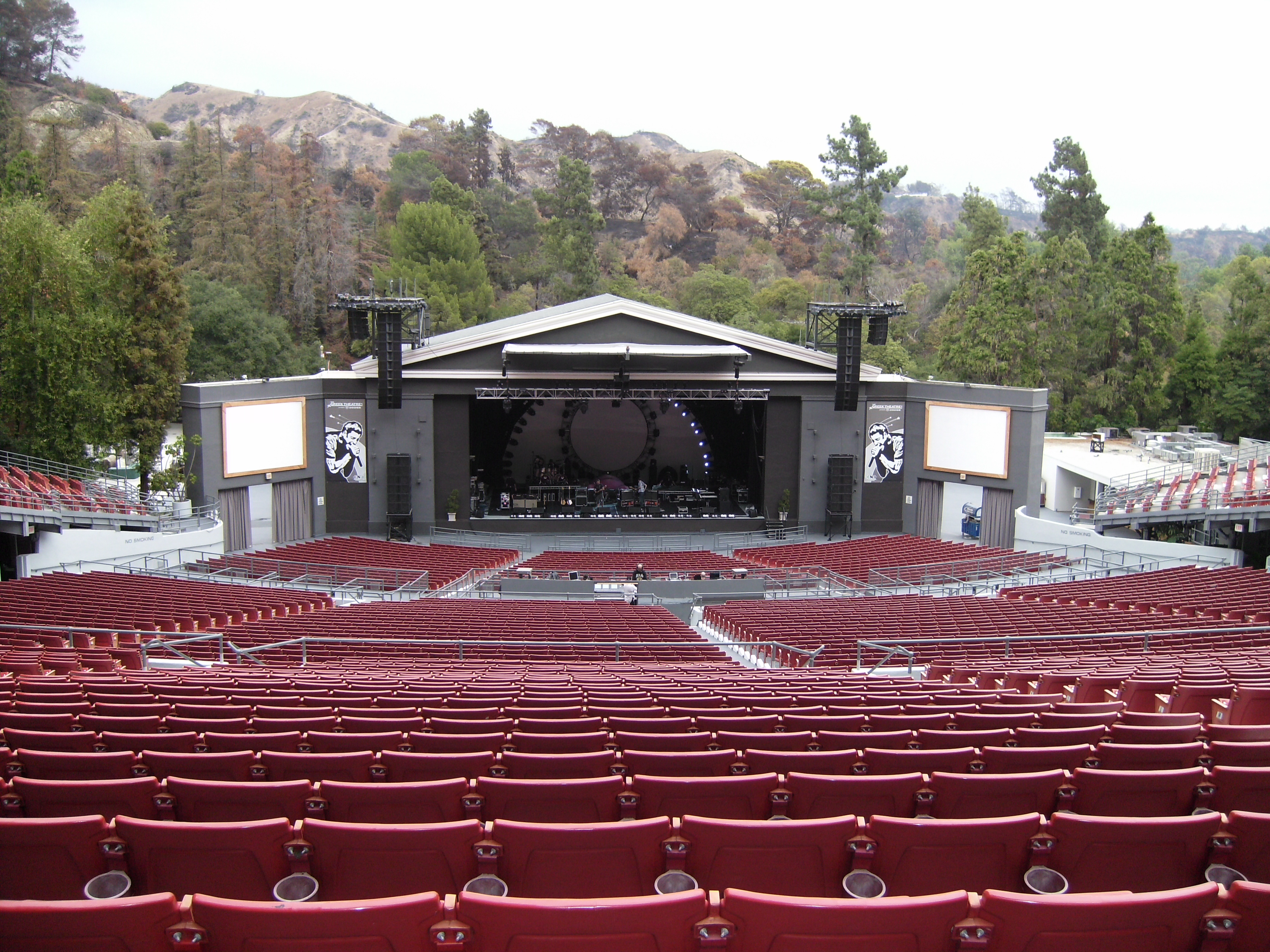
Teatrul Greek din Los Angeles unde Cooper și Gaga au înregistrat și filmat secvența pentru cântecul „Shallow”

Gaga a colaborat alături de Mark Ronson, artist cu care aceasta a lucrat anterior la producția celui de-al cincilea ei album de studio, Joanne (2016), pentru elaborarea coloanei sonore această versiune a filmului S-a născut o stea. Joanne include melodii country-rock și balade „emoționale”, precum „Million Reasons” și melodia cu același nume, care au influențat cântecele pentru S-a născut o stea. În cadrul filmului, după ce Ally (personajul jucat de Gaga) îl cunoaște pe Jackson Maine (personajul jucat de Bradley Cooper), cei doi încep să poarte discuții legate de muzică și visele lor. Ally mărturisește că a compus o melodie, și începe să o cânte succint lui Jackson. Versurile devin baza piesei „Shallow”, versiunea finală fiind folosită într-o scenă în care Jackson începe să cânte piesa pe scena teatrului Greek din Los Angeles. El o invită pe Ally să vină la spectacolul lui și îi dezvăluie faptul că a rearanjat piesa, urmând să o cânte în fața publicului.
Înainte de cel de-al doilea vers, Ally prinde curaj și se urcă pe scenă pentru a cânta „Shallow”, inclusiv refrenul puternic. Interpretarea celor doi devine virală pe internet, și marchează debutul lui Ally într-o carieră muzicală. Piesa este inclusă în fiecare concert al ei, și apare pentru a treia oară în film într-o secvență în care aceasta o interpretează la un spectacol organizat la arena The Forum. Pentru filmarea scenei, Cooper a umplut teatrul Greek cu aproximativ două mii de fani Gaga, și a înregistrat melodia. După ce filmările s-au încheiat, Gaga s-a întors pe scenă pentru a cânta mulțimii versiuni de pian ale cântecelor ei vechi; formația Lukas Nelson & Promise of the Real a cântat, de asemenea, în locația respectivă.
„Shallow” a fost inclus pentru prima oară în trailer-ul filmului S-a născut o stea, în luna iunie a anului 2018. Piesa apare la minutul 1:46, Gaga cântând ultimul refren. Secvența a devenit populară pe internet, ducând la numeroase meme-uri create și postate pe rețelele de socializare. Cu o săptămână înainte de lansarea filmului, casa de discuri Interscope a confirmat faptul că „Shallow” va fi lansat drept primul disc single extras de pe coloana sonoră a filmului, la 27 septembrie 2018. Premiera piesei a avut loc la emisiunea DJ-ului Zane Lowe de pe postul de radio Beats 1, iar cântăreața a acordat, de asemenea, un interviu. Videoclipul muzical al single-ului a fost lansat ulterior, prezentându-i pe Gaga și Cooper cântând „Shallow” pe scenă, alături de cadre intercalate din filmul S-a născut o stea. Melodia a fost mai apoi lansată spre descărcare digitală și streaming pe iTunes Store, YouTube și Spotify. Postul de radio BBC Radio 2 a adăugat cântecul în playlist la 13 octombrie 2018. În Statele Unite, single-ul a fost trimis către posturile de radio cu format hot adult contemporary la 15 octombrie 2018, în timp ce lansarea către posturile de radio cu format contemporary hit radio a avut loc în ziua următoare.

## Dezvoltare și înregistrare
„Shallow” a fost unul dintre primele cântece compuse de Gaga, Ronson, Anthony Rossomando (membru al formației Dirty Pretty Things), și Andrew Wyatt (membru al trupei Miike Snow). Artista le-a prezentat colaboratorilor linia melodică în urmă cu doi ani, într-un studio de înregistrări din Malibu. Atunci când Lukas Nelson a fost cooptat în echipa de producție, sunetul piesei a început să evolueze. Nelson și-a folosit propria trupă, Promise of the Real, drept formația lui Jackson. Inspirat de Eric Clapton, el a adăugat o scurtă secvență de chitară acustică la începutul lui „Shallow”, fiind de părere că este în contrast cu vocaliza puternică a lui Gaga de la finalul melodiei. Cântăreața a mers la Studiourile EastWest pentru a-l ajuta pe Nelson să dezvolte piesa și să direcționeze trupa. Producătorul a descris instrumentația drept „asemănătoare unor talgere zdrăngănitoare, am făcut totul live în studio, bazându-ne doar pe viziunea pe care o aveam”. Benjamin Rice a produs „Shallow” împreună cu Gaga, în timp ce înregistrarea a fost realizată la Studiourile EastWest și The Village West din Los Angeles, sub asistența lui Bo Bodnar și Alex Williams. Mixajul a fost asigurat de Tom Elmhirst la Studiourile Electric Lady din New York City, sub ingineria de sunet a lui Brandon Bost. Masterizarea audio a fost realizată de Randy Merrill la Studiourile Sterling Sound. De asemenea, Ronson a reînregistrat o versiune a piesei „Shallow” cu un sunet asemănător muzicii din anii '80, fiind incluse tobe puternice în instrumentație. Această versiune a fost utilizată în film în scena în care Ally cântă la arena The Forum, în timp ce Jackson se sinucide.
Gaga a descris „Shallow” drept un moment crucial al filmului S-a născut o stea, de vreme ce cântecul vorbește despre conversațiile pe care Ally și Jackson le-au purtat și „nevoia și determinarea” lor de a merge până în adânc pentru a se îndepărta de zona superficială a relației lor, potrivit interpretărilor recunoscute de critici. Artista a explicat în timpul interviului pentru Beats 1 că au compus piesa din perspectiva lui Ally, și a devenit unul dintre motivele pentru care ei se îndrăgostesc unul de celălalt. „Atunci când am compus muzica pentru film, a trebuit să-mi dau seama că Ally nu este la fel ca și mine. Am creat un sunet special pentru ea, chiar și câteva piese pop. Totul este foarte diferit față de ceea ce am lansat eu până acum”, a clarificat solista. Procesul creativ din ședințele de înregistrare a constat în Gaga cântând la pian, și Wyatt și Rossomando cântând la chitară, toți trei încercând să compună versuri. Ronson a explicat că scenariul original îl surprindea pe Jackson murind prin înec, fapt ce a determinat-o pe Gaga să compună versurile, „I'm off the deep end watch as I dive in” (ro.: „Sunt pe marginea prăpastiei, privește-mă cum mă scufund”). În mod inițial, „Shallow” a fost un cântec pentru generic, însă după ce scenariul a fost modificat, piesa a devenit o melodie de dragoste despre Jackson și Ally. După ce a urmărit trailer-ul pentru prima oară, Ronson a decis să nu îmbunătățească piesa și să păstreze mixajul final. Pentru Gaga, natura conversațională a versurilor a ajutat-o să aranjeze linia melodică pentru „Shallow”, înregistrat în registrul vocal falsetto. Ea a creat, de asemenea, jocul de cuvinte bazat pe titlul cântecului, anume versurile „In the sha-ha, sha-ha-ha-low”.

## Structura muzicală și versurile
„Shallow” este o baladă country și folk pop lentă și puternică, ce include o instrumentație compusă în principal din chitară acustică interpretată de Nelson, în timp ce Cooper și Gaga schimbă versuri. Alți muzicanți care au contribuit la cântec au fost: Jesse Siebenberg la chitara de oțel; Anthony Logerfo la tobe; Corey McCormick la bas; Alberto Bof la claviatură; și Eduardo «Tato» Melgar la percuție. Înregistrarea este amestecată cu sunetele unei mulțimi care strigă și aplaudă. Cântecul este compus în măsura de patru pătrimi și tonalitatea Sol major, având un tempo moderat de 96 de bătăi pe minut. Piesa urmărește o progresie de acorduri de Mi minor7–Re/Fa♯–Sol5–Do–Sol5–Re, iar vocea lui Gaga variază de la nota Sol3 la nota Re5.
Cooper deschide piesa cu primul vers, „Tell me something, girl” (ro.: „Spune-mi ceva, fato”), interpretat cu o voce restrânsă; Gaga apare în cel de-al doilea vers, cântând cu ceea ce a fost descrisă de publicația Pitchfork a fi o „voce viguroasă”. „Shallow” evoluează treptat către ultimul refren acompaniat de o vocaliză din partea cântăreței. Jon Blistein de la revista Rolling Stone a fost de părere că secvența „stârnește fiori” și a lăudat „armonizarea impresionantă” dintre cei doi artiști, acompaniată de un sintetizator de ritm și chitară. Gaga cântă vocaliza puternică într-o voce „răcnitoare”, armonizând „Haaa-ah-ah-ah, haaawaah, ha-ah-ah-aaah”. Cântecul se încheie cu ultimul refren, solista cântând versurile „I'm off the deep end / Watch as I dive in / I'll never meet the ground / Crash through the surface / Where they can't hurt us / We're far from the shallow now” (ro.: „Sunt pe marginea prăpastiei / Privește-mă cum mă scufund / Nu voi fi niciodată la pământ / Ne prăbușim în adânc / Acolo unde ei nu ne pot răni / Suntem departe de superficialitate”).
Într-un articol publicat de ziarul The Guardian s-a relatat faptul că piesa înfățișează propriile concluzii ale protagoniștilor cu privire la situația lor curentă, și este dedicată tuturor persoanelor „a căror viața nu a fost întotdeauna corectă sau bună”. Pentru Gaga, impactul melodiei „Shallow” a provenit din dialogurile între Jackson și Ally. Ronson a opinat că decizia lui Gaga de a lucra alături de el la albumul Joanne a ajutat-o să intre într-o zonă mai personală pentru compunerea cântecului „Shallow”. Versurile prezintă ambele personaje întrebându-se unul pe altul dacă se simt mulțumiți cu ceea ce sunt în prezent. Ei demonstrează o conștientizare de sine, portretizând „victoriile și suferințele unei vedete”, și se adresează persoanelor cu dependențe în versurile „In all the good times, I find myself longing for change, And in the bad times, I fear myself” (ro.: „În toate vremurile bune, mă trezesc tânjind după schimbare, Iar în vremurile rele, mă tem de mine”). Textierii au afirmat că metafora înecului poate fi luată în sens denotativ, așa cum poate în mod concomitent să abordeze subiecte precum suferința, dependența și visurile spulberate.

## Recepția criticilor
În urma lansării sale, „Shallow” a primit laude pe scară largă din partea criticilor de specialitate. Nicole Engleman de la revista Billboard a descris „Shallow” drept o baladă puternică și un „extraordinar duet” între Gaga și Cooper, complimentând totodată „izbitoarea armonie” dintre cei doi. Carrie Wittmer de la website-ul Business Insider și Katherine Gillespie de la revista Paper au comparat vocea lui Cooper cu cea a cântărețului american Eddie Vedder. Wittmer a fost de părere că acesta a completat „vocea puternică și distinctă” a lui Gaga. Numeroși critici au fost de părere că piesa merită să primească o nominalizare Oscar la categoria „Cea mai bună melodie originală”. Eve Barlow de la website-ul Pitchfork a comentat interpretarea solistei, observând faptul că tema melodiei „s-a dovedit a fi apogeul lui Gaga în ceea ce privește lumina reflectoarelor, completarea superstarului al clasamentelor și ecranelor”. Redactorul a mai spus că, deși vocea lui Cooper „nu este la fel de adâncă și puternică precum cea a lui Kris Kristofferson (cel care a jucat personajul masculin în varianta din 1976 a filmului), [el] reușește să adune toată onestitatea și seriozitatea necesară pentru a-i înmâna ștafeta [lui Gaga]”.
„Shallow” vine într-o perioadă în care accentul cade pe geniile ascunse în spatele compozitorilor și cântăreților, precum și pe egalitatea de gen în industria muzicală și de podcasturi—ambele mișcări pot ajuta artistele și textierele să parcurgă și să prospere în industria divertismentului. 
Ben Beaumont-Thomas de la ziarul The Guardian a observat cum „cu câteva momente înainte ca octavele să sară în marele refren, fața lui Gaga licărește cu spaimă și teroare”, adăugând că piesa este „toridă, puternică, și cu adevărat remarcabilă”. Jenny Stevens de la publicația menționată anterior a complimentat versurile, opinând că acestea înfățișează „inevitabilul pas înapoi, izolarea și momentele necontrolate prin care dependența poate să le calce în picioare psihicul, în drumul vieții”. Steven a comparat vocea artistei cu cântecele formației Fleetwood Mac datorită interpretării „pure, guturale și puternice”, precum și datorită „idilei de dragoste bolnavă pe care o vestește”. Maggie Serota de la revista Spin a fost de părere că interpretarea lui Cooper a fost „la fel de convingătoare precum un trubadur cărunt”, iar „Shallow” „îi oferă lui Lady Gaga o șansă să-și arate abilitățile vocale impresionante”. Maeve McDermott de la ziarul Chicago Sun-Times a lăudat cântecul, spunând că a reușit să ridice statutul filmului S-a născut o stea „de la un film foarte de succes la o capodoperă”. Redactorul a mai spus că „receptarea rapidă a piesei a fost cea mai răspândită reacție stârnită de orice fel de cântec a lui Lady Gaga din ultima vreme”.
Într-o recenzie pentru ziarul The New York Times, Jon Pareles a numit „Shallow” „cel mai bun și entuziast cântec” de pe album, lăudând „energia exponențială” și fiind de părere că este o continuare apropiată a piesei „Million Reasons” a lui Gaga, însă cu repetarea caracteristică în refren a unor silabe, la fel ca în melodiile „Poker Face” și „Paparazzi” (ambele lansate în anul 2009). Jon Caramanica de la aceeași publicație a descris „Shallow” drept „o baladă foarte bună, de modă veche, ce încorporează sunete ale anilor '70 și lipsa de inhibiții a anilor '80”, iar vocea lui Gaga „pulsează intens [în acest cântec], înclinându-se foarte mult spre răgușeala ei naturală din voce”. Lars Gotrich de la NPR a descris piesa drept „un șlagăr country liniștit, meditativ și ușor de fredonat” și a spus că vocea lui Cooper sună „dulce, amiabil, și foarte interesant”, în timp ce Gaga „răcnește ultimele versuri în numele fiecărei respingeri sau relații nefericite, în numele fiecărui eșec și obstacol. Dincolo de finalul superficial al vieții, ei apreciază profunzimea și adâncul.”
Într-o recenzie pentru revista Esquire, Matt Miller și-a declarat ambivalența față de cântec, opinând că „sunt doar cele două refrene din trailer cusute într-o singură piesă”, rezultând astfel într-un răspuns „meh”. Cu toate acestea, Miller și-a schimbat opinia după ce a vizionat filmul, afirmând: „se ridică la înălțimea așteptărilor—în mod specific, în prima parte a filmului, și atunci când îl auzi interpretat [pentru prima oară]”. Într-un articol publicat de Spotify analizând importanța lui „Shallow”, redactorul l-a descris drept „cântecul erou” al filmului, fiind primul care „acoperă subiectul temelor predominante din S-a născut o stea, anume pericolele vieții din Hollywood, faima, și celebritatea”.

### Acuzația de plagiat
Cantautorul Steven Ronsen a susținut că ante-refrenul din „Shallow” este bazat pe aceeași secvență de trei note - Sol, La, Si - din cântecul său „Almost” (2012). Ronsen și avocatul său, Mark D. Shirian, au cerut milioane de dolari într-o tranzacție. Gaga l-a angajat pe avocatul Orin Snyder, care a afirmat „Domnul Ronsen și avocatul său încearcă să facă bani ușor de pe spatele unui artist de succes. Este rușinos și greșit.” El a adăugat, „În cazul în care domnul Shirian va merge mai departe cu acest caz, Lady Gaga se va lupta cu fermitate și va triumfa.”

## Performanța în clasamentele muzicale

### America de Nord și Oceania

„Shallow” a devenit cântecul lui Gaga cu cel mai mare număr de săptămâni petrecute pe locul întâi în clasamentul Billboard Digital Songs.

În cea de-a doua săptămână de la lansarea sa, „Shallow” a ocupat prima poziție a clasamentului Digital Songs, fiind vândute 58.000 de exemplare și devenind cel de-al șaselea cântec a lui Gaga ce reușește să se claseze pe locul întâi. Astfel, single-ul a debutat în topul Billboard Hot 100 pe locul 28. În urma lansării filmului la 5 octombrie 2018, „Shallow” a urcat pe locul cinci în topul Hot 100, acumulând un total de 45 de săptămâni de prezență în ierarhie. De asemenea, piesa a rămas pe primul loc al clasamentului Digital Songs pentru o a doua săptămână consecutivă, vânzând 71.000 de copii. Melodia a devenit cel de-al cincisprezecelea șlagăr de top zece a lui Gaga, precum și prima melodie a lui Cooper ce obține această poziție. La scurt timp după anunțarea nominalizărilor la premiile Oscar, cântecul a ascensionat înapoi către top douăzeci în Hot 100, procentul de vânzări crescând cu 50%. La o săptămână după premiile Oscar, melodia a urcat în fruntea clasamentului Hot 100, devenind cel de-al patrulea single a lui Gaga și, respectiv, primul single a lui Cooper ce reușește această performanță. Piesa a revenit pe prima poziție a topului Digital Songs, fiind distribuită în 115.000 de exemplare, și a intrat pentru prima oară în top zece în ierarhia Streaming Songs, acumulând 27.3 de milioane de difuzări cu ajutorul serviciilor de streaming. „Shallow” a devenit cântecul cu cel mai mare număr de săptămâni petrecute pe locul întâi în clasamentul Digital Songs lansat de o artistă, acumulând un total de zece săptămâni neconsecutive.
„Shallow” a fost difuzat de 148.6 de milioane de ori cu ajutorul serviciilor de streaming în Statele Unite până în luna ianuarie a anului 2019, și a fost premiat cu discul de platină de către Recording Industry Association of America (RIAA) pentru depășirea pragului de un milion de exemplare vândute. Până în octombrie 2019, cântecul s-a vândut în 1.277.000 de exemplare digitale în Statele Unite. Difuzările radio au acumulat o audiență de 23.3 de milioane de ascultători, debutând pe locul 50 în ierarhia Radio Songs și urcând gradual până pe locul zece, după obținerea unei audiențe de 57.4 de milioane de ascultători. A devenit cel de-al optulea single de top zece a lui Gaga în clasamentul radio Adult Pop Songs, ocupând locul doi, precum și cea mai rapidă urcare către top zece, depășind ascensiunea de cinci săptămâni a single-ului „Born This Way”. De asemenea, a ajuns pe locul doi în ierarhia Adult Contemporary chart. La 15 decembrie 2018, piesa a ajuns pe prima poziție a clasamentului Dance Club Songs, performanță impulsionată de versiuni remix realizate de DJ Aron, Nesco și Lodato, printre alții. A devenit cel de-al cincisprezecelea single a lui Gaga ce ajunge în fruntea topului, și i-a oferit astfel distincția de a fi unul dintre artiștii cu cele mai multe cântece prima poziție a acestui clasament.
În Canada, „Shallow” a debutat pe prima poziție a clasamentului Canadian Digital Songs, devenind cea de-a cincea piesă a lui Gaga ce reușește această performanță, precum și prima de la „Born This Way”. În topul Canadian Hot 100, melodia a debutat pe locul 16, urcând către primul loc în martie 2019 și devenind cel de-al cincilea single a lui Gaga ce ocupă locul întâi, precum și prima melodie a lui Cooper ce obține această poziție. În ierarhiile digitale, cântecul a ocupat 24 de săptămâni neconsecutive pe primul loc, depășind single-ul „Perfect” lansat de Ed Sheeran drept piesă cu cele mai multe săptămâni în fruntea topului la acea vreme. În Australia, single-ul a debutat pe locul 25 în clasamentul ARIA Singles Chart, urcând până pe locul unu două săptămâni mai târziu. „Shallow” a devenit a patra piesă a lui Gaga ce reușește să ajungă pe prima poziție, precum și prima de la „Born This Way”. În aceeași săptămână, cântecul a fost cel mai bine vândut single de pe platformele digitale. Potrivit The Music Network, „Shallow” a ocupat, de asemenea, prima poziție a clasamentului celor mai difuzate cântece la radio timp de cinci săptămâni neconsecutive. Cântecul a fost premiat cu șase discuri de platină din partea Australian Recording Industry Association (ARIA). În Noua Zeelandă, single-ul a debutat pe locul 18, urcând mai apoi către locul doi. După două săptămâni, melodia a ajuns pe locul unu, devenind cea de-a treia piesă a lui Gaga ce ocupă această poziție.

### Europa
În Regatul Unit, „Shallow” a debutat pe locul 13 în ierarhia UK Singles Chart, vânzând 20.425 de unități conform Official Charts Company. În următoarea săptămână, piesa a urcat pe locul șase, având vânzări de 36.952 de unități și devenind cea de-a douăsprezecea melodie a lui Gaga ce reușește să ajungă în top zece. În cea de-a treia săptămână, „Shallow” a urcat pe locul patru, cu 42.548 de exemplare vândute. De asemenea, piesa a urcat de pe locul 62 pe locul opt în clasamentul celor mai difuzate piese la radio din Regatul Unit, având o audiență de 48.83 de milioane de ascultători. La 1 noiembrie 2018, „Shallow” a staționat pe prima poziție a topului UK Singles Chart timp de două săptămâni, devenind cea de-a cincea piesă a lui Gaga care ocupă locul unu (prima de la „Telephone”), precum și prima melodie a lui Cooper ce reușește acest lucru. În aceeași săptămână, coloana sonoră a filmului S-a născut o stea a ocupat primul loc în ierarhia UK Albums Chart, fiind a treia oară când Gaga ocupă simultan prima poziție a clasamentului de albume și clasamentului de single-uri. După interpretarea lui Gaga și Cooper de la cea de-a 91-a ceremonie a premiilor Oscar, cântecul a urcat zece poziții, de pe locul 21 pe locul 11 în topul UK Singles Chart, în săptămâna 1 martie 2019. Asociația British Phonographic Industry (BPI) a acordat piesei două discuri de platină pentru cele peste 1.200.000 de unități echivalente vândute în regiune.
În alte țări, „Shallow” a ocupat locul unu în Irlanda, devenind cel de-al șaselea single a lui Gaga și, respectiv, primul single a lui Cooper ce reușește această performanță. Melodia a rămas pe prima poziție și în următoarele săptămâni, obținând cele mai bune vânzări și difuzări streaming în cea de-a treia săptămână. În Franța, „Shallow” a fost cel mai bine vândut single în mediul digital în săptămâna 19 octombrie 2018, debutând pe locul 13 în clasamentul SNEP Singles Chart. Două săptămâni mai târziu, „Shallow” a ajuns pe locul șase. Asociația Syndicat National de l'Édition Phonographique (SNEP) a premiat single-ul cu discul de diamant pentru acumularea de 333.333 de unități echivalente. Până la finalul anului 2018, cântecul s-a vândut în 30.900 de exemplare digitale. În România, „Shallow” a debutat pe locul 100 în clasamentul Airplay 100 la 11 noiembrie 2018, fiind primul single a lui Gaga de la „Do What U Want” (2014) ce reușește să apară în ierarhie. Cântecul a început să urce treptat, ajungând pe locul 52 la 10 martie 2019, poziție impulsionată de cele o sută de difuzări la posturile muzicale de televiziune. Patru săptămâni mai târziu, „Shallow” a avut o ascensiune de paisprezece poziții, până pe locul 37, obținând astfel cea mai bună poziție a unui single lansat de Gaga la „Born This Way” (2011). Până în noiembrie 2019, melodia a acumulat 49 de săptămâni de prezență în clasament, fiind al doilea cel mai longeviv single al cântăreței, după „Alejandro” (2010).

## Distincții și recunoașteri
„Shallow” a primit o nominalizare și a câștigat un premiu la categoria „Cea mai bună melodie originală – Film de lungmetraj”, la ediția din 2018 a premiilor Hollywood Music in Media. A câștigat, de asemenea, premiul pentru cea mai bună melodie originală la a 23-a ediție premiilor Satellite, și la ceremonia Los Angeles Online Film Critics Society. Piesa a câștigat premiul Critics' Choice pentru cel mai bun cântec, și Globul de Aur pentru cea mai bună melodie originală, la cea de-a 76-a ediție a premiilor Globul de Aur. Single-ul a primit patru nominalizări la a 61-a ceremonie a premiilor Grammy, la categoriile „Înregistrarea anului”, „Melodia anului”, „Cea mai bună interpretare pop a unui duo/grup” și „Cel mai bun cântec scris pentru un film, televiziune sau alte”, câștigându-le pe ultimele două. „Shallow” a câștigat, de asemenea, premiul BAFTA pentru cea mai bună coloană sonoră în 2019 și, în același an, a primit premiul Oscar pentru cea mai bună melodie originală la cea de-a 91-a ediție a premiilor Academiei Americane de Film.
Jon Pareles și Jon Caramanica, ambii fiind redactori ai ziarului The New York Times, au clasat „Shallow” pe locul șase în clasamentul celor mai bune cântece ale anului 2018. Parales l-a numit „o baladă perfect calibrată” care a îndeplinit simultan „trei sarcini ale unui film-musical, cântec de dragoste, interpretare vocală, și punct forte al scenariului”. Publicația Rolling Stone l-a listat drept a doua cea mai bună piesă al anului 2018, redactoarea Brittany Spanos numindu-o „o fantezie rock-clasică în care anii '90 nu s-au terminat niciodată”.

## Interpretări live

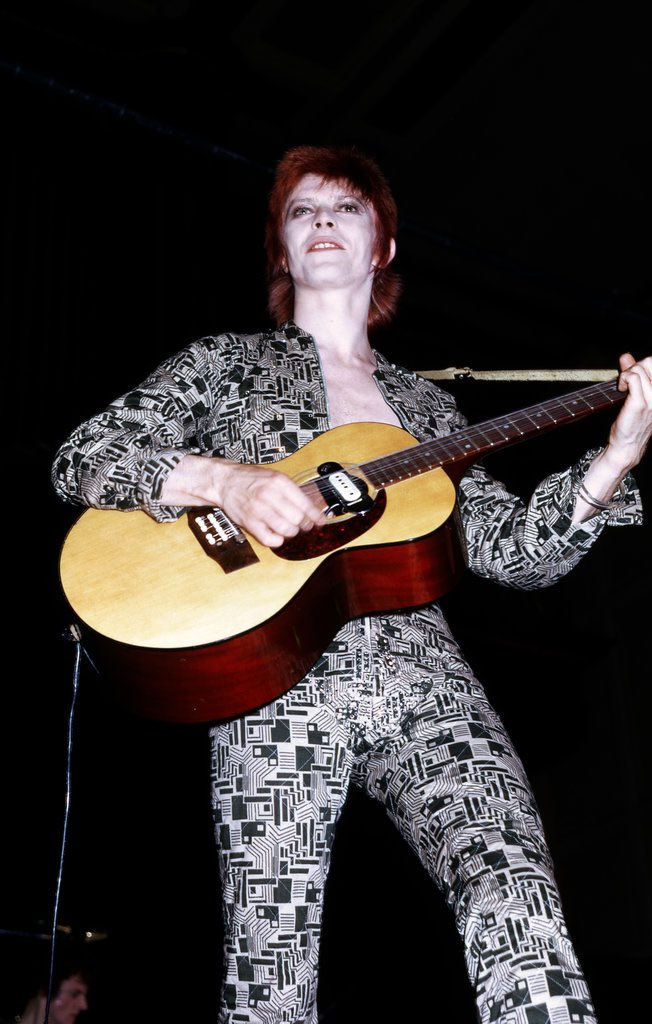
Interpretarea piesei „Shallow” de la cea de-a 61-a ediție a premiilor Grammy a fost comparată cu prezența scenică a lui David Bowie

„Shallow” a fost inclus în lista cântecelor pentru spectacolul rezidențial Enigma (2018–2020), organizat de Gaga în Las Vegas. În cadrul concertului, după ce interpretează „Born This Way”, artista se întoarce pe scenă purtând un tricou lung negru, și cântând „Shallow” la pian drept bis. La 26 ianuarie 2019, Bradley Cooper a acompaniat-o pe artistă pe scenă, marcând prima oară când duetul interpretează melodia live. Cooper a susținut că s-a simțit înspăimântat să urce pe scenă alături de Gaga, sperând că va reuși să cânte în tonalitatea potrivită.
La cea de-a 61-a ediție a premiilor Grammy la 10 februarie 2019, Gaga a urcat pe scenă împreună cu Ronson, Rossomando și Wyatt. Cooper nu a reușit să ajungă la acest eveniment deoarece a participat la a 72-a ediție a premiilor British Academy, în Londra. Gaga a purtat un costum mulat strălucitor și o pereche de platforme înalte, înfățișare considerată similară cu ținutele purtate de artistă în perioada albumului The Fame (2008). Solista a cântat, de asemenea, la un microfon cu suport încrustat cu ștrasuri. Brittany Spanos de la Rolling Stone a opinat că Gaga și Ronson „au fost senzația premiilor Grammy cu o interpretare zguduitoare” a piesei „Shallow”. Ea a comparat mișcările scenice ale lui Gaga cu „era Ziggy Stardust a lui David Bowie”. Potrivit lui Tatiana Cirisano de la revista Billboard, solista a oferit „un spectacol energic pe cont propriu, lovind cu piciorul și fluturându-și părul de-a lungul scenei”. Interpretarea a generat o serie de meme-uri datorită contactului vizual continuu între Gaga și camera de înregistrare de pe scenă.
Gaga și Cooper au interpretat „Shallow” împreună la cea de-a 91-a ediție a premiilor Oscar, organizată la 24 februarie 2019. Cooper a confirmat faptul că va cânta cu propria sa voce, fără a încerca să emuleze personajul său din film. Spectacolul a început cu Gaga și Cooper urcând pe scenă. Ei au stat în părțile opuse ale unui pian, Cooper așezându-se ulterior lângă Gaga la clape pentru ultima parte a melodiei, în timp ce amândoi au cântat la un singur microfon. Rob Mills, vicepreședinte senior al American Broadcasting Company, a spus că așezarea camerei cu fața spre public, coregrafia și mișcarea lui Cooper către Gaga în timpul ultimului refren au fost ideile duetului. Aly Semigran de la revista Billboard l-a numit cel mai bun moment muzical al serii, spunând „chimia lor de pe scenă a fost la fel de electrizantă precum cea de pe marele ecran”. Ea a adăugat că „Privirile înăbușitoare dintre cele două staruri [...] care au stat la pian au lansat mii de reacții «OMG» pe Twitter. O interpretare Oscar perfectă s-a născut.”

## Versiuni cover
Cântăreții americani Lea Michele și Darren Criss au adăugat melodia în lista cântecelor pentru turneul lor, LM/DC, la 26 octombrie 2018, în Las Vegas. Pe 14 noiembrie 2018, cântărețul scoțian Lewis Capaldi a interpretat o variantă cover a piesei pentru segmentul Live Lounge al postului de radio BBC Radio 1. În cadrul emisiunii Vocea României difuzată la 7 decembrie 2018, Andra a interpretat „Shallow” în semifinală, alături de concurentele Renate Grad și Mădălina Coca. Actorul Billy Porter a cântat o versiune cover la petrecerea de dinaintea premiilor Globurile de Aur, pe 4 ianuarie 2019, la The Sunset House, în West Hollywood, California. Alicia Keys a interpretat „Shallow” la pian, la emisiunea The Late Late Show with James Corden la 6 februarie 2019, acompaniată de James Corden. Ei au modificat versurile pentru a reflecta rolul lui Keys de gazdă a celei de-a 61-a ediție a premiilor Grammy. Atunci când Corden spune „Tell me something, Keys, I hear you're set to host this year's Grammys” (ro.: „Spune-mi ceva, Keys, am auzit că urmează să găzduiești premiile Grammy de anul acesta”), Keys răspunde, „Didn't you host it twice? Maybe you could give me some advice” (ro.: „Nu ai găzduit cumva de două ori? Poate ai putea să-mi dai un sfat”).

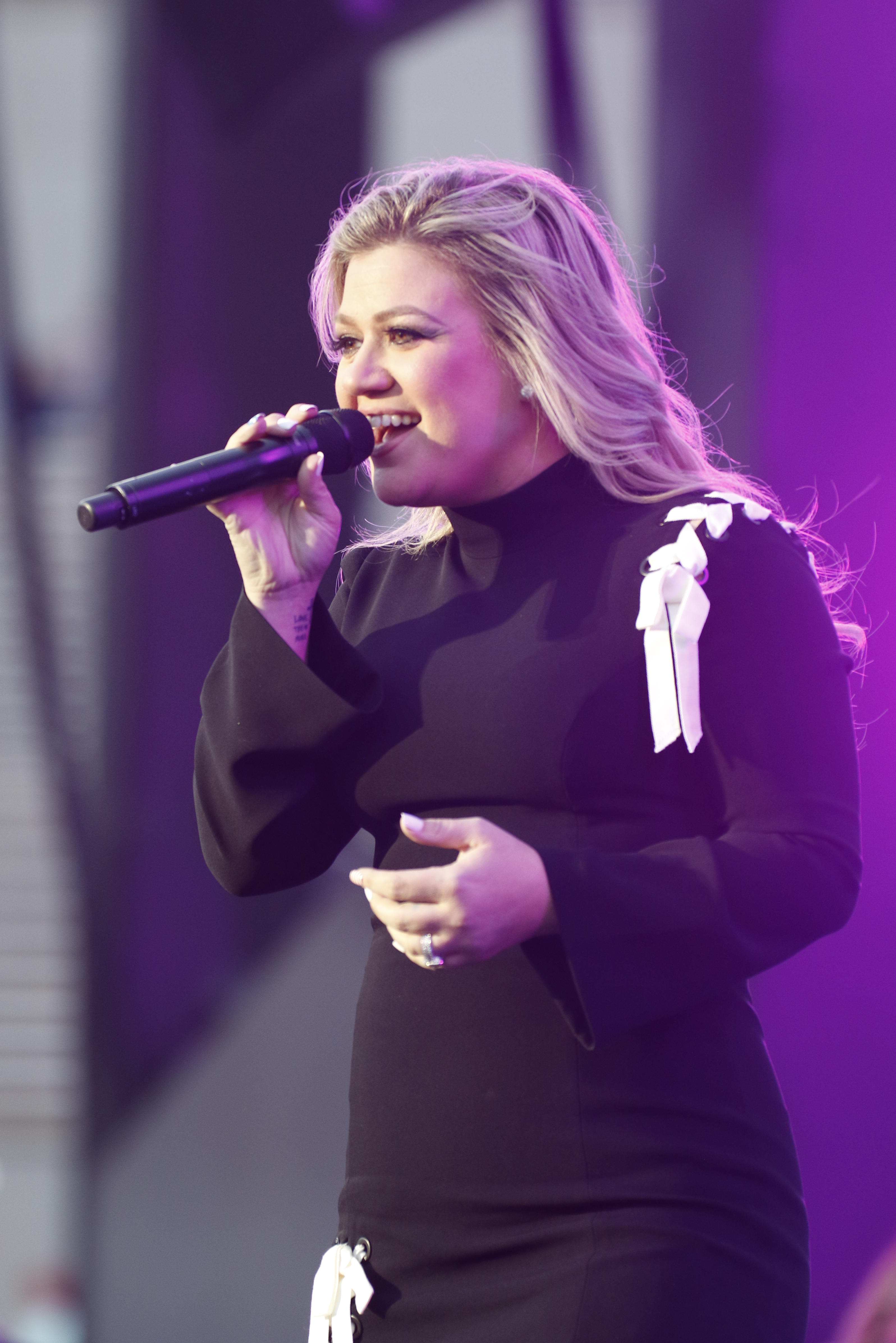
Solista americană Kelly Clarkson a cântat melodia într-un concert din turneul Meaning of Life

Actrița de comedie Melissa Villaseñor a interpretat melodia ca parte a imitației lui Gaga în timpul segmentului „Weekend Update” al emisiunii Saturday Night Live, difuzată la 9 februarie 2019. Vocaliza lui Villaseñor a fost descrisă drept „un moment live palpitant” de Ryan McGee de la revista Rolling Stone. Actrița a reluat rolul în episodul din următoarea săptămână, difuzat la 16 februarie 2019, cântând notele înalte din „Shallow”. În luna februarie 2019, Kelly Clarkson a interpretat o versiune cover la concertul organizat în Green Bay din cadrul turneului Meaning of Life, în timp ce Nick Jonas a postat un videoclip pe pagina sa de Instagram, cântând la chitară piesa. La 28 februarie 2019, Tori Kelly și Ally Brooke au cântat împreună single-ul în teatrul Orpheum din Los Angeles, în timpul concertului lui Kelly.
Un videoclip cu duetul irlandez Jessica Reinl și Christopher Halligan, membrii ai corului Mount Sion din Waterford, cântând „Shallow” în decembrie 2018 a devenit viral și a fost vizionat de milioane de oameni pe Facebook. Ulterior, ei au fost invitați să interpreteze cântecul la postul național de televiziune irlandez. Duetul american de indie rock Better Oblivion Community Center, compus din muzicanții Conor Oberst și Phoebe Bridgers, au cântat melodia în timpul unui spectacol organizat în Brooklyn Steel, pe 1 aprilie 2019. „Shallow” a fost inclus în luna aprilie a anului 2019 în emisiunea de varietăți Лучше всех! din Rusia, artista Eurovision Anait Adamyan cântând în duet cu fratele ei mai mic.
În aprilie 2019, formația norvegiană KEiiNO, finalistă a Eurovision 2019, au lansat propria lor variantă a cântecului, fiind inclus tradiționalul Sámi Joik. În mai 2019, cântăreții brazilieni Paula Fernandes și Luan Santana au lansat o versiune în limba portugheză a cântecului „Shallow”, intitulată „Juntos” (ro.: „Împreună”). Noua versiune a devenit la scurt timp virală în Brazilia. În aceeași lună, grupul Pentatonix a lansat o variantă cover acompaniată de un videoclip muzical alb și negru pe YouTube. În iulie 2019, cântăreața mexicană Ángela Aguilar a lansat un cover ca parte a seriei de videoclipuri „Grammy ReImagines” pentru Recording Academy. Aguilar a interpretat melodia cântând la pian.

## Acreditări și personal

### Management
- Publicat de Sony/ATV Songs LLC / SG Songs LLC (BMI) / ImageM CV / Songs of Zelig (BMI)
- Publicat de Stephaniesays Music (ASCAP) / Downtown DLJ Songs (ASCAP) by Downtown Music Publishing LLC, Whiteball Music Publishing Group / Downtown DMP Songs (BMI)
- Publicat de Warner-Barham Music LLC (BMI) / Admin by Songs of Universal (BMI) / Warner-Olive Music LLC (ASCAP)
- Înregistrat la Teatrul Greek, Studiourile EastWest, The Village West (Los Angeles, California)
- Mixat la Studiourile Electric Lady (New York City)
- Masterizat la Studiourile Sterling Sound (New York City)

### Personal
- Lady Gaga – textier, producător, voce principală
- Bradley Cooper –  voce principală
- Mark Ronson – textier
- Anthony Rossomando – textier
- Andrew Wyatt – textier
- Benjamin Rice – producător, înregistrare
- Bo Bodnar – asistent inginer de sunet
- Alex Williams – asistent inginer de sunet
- Tom Elmhirst – mixare
- Brandon Bost – inginer de sunet mixaj
- Randy Merrill – masterizare audio
- Anthony Logerfo – tobe
- Corey McCormick – bas
- Alberto Bof – claviatură
- Lukas Nelson – chitară acustică
- Jesse Siebenberg – chitară de oțel
- Eduardo «Tato» Melgar – percuție

Persoanele care au lucrat la acest cântec sunt preluate de pe broșura albumului A Star Is Born.

## Prezența în clasamente
| Țară (clasament 2018–2019)                          | Poziția maximă | Referință |
| --------------------------------------------------- | -------------- | --------- |
| Argentina (Argentina Hot 100)                       | 39             | [ 122 ]   |
| Australia (ARIA)                                    | 1              | [ 123 ]   |
| Austria (Ö3 Austria)                                | 1              | [ 124 ]   |
| Belgia (Ultratop 50 Flandra)                        | 8              | [ 125 ]   |
| Belgia (Ultratop 50 Valonia)                        | 2              | [ 126 ]   |
| Bolivia (Monitor Latino)                            | 1              | [ 127 ]   |
| Brazilia (Crowley Charts)                           | 41             | [ 128 ]   |
| Canada (Canadian Hot 100)                           | 1              | [ 53 ]    |
| Canada (AC)                                         | 1              | [ 129 ]   |
| Canada (CHR/Top40)                                  | 30             | [ 130 ]   |
| Canada (Hot AC)                                     | 10             | [ 131 ]   |
| Cehia (Singles Digitál Top 100)                     | 1              | [ 132 ]   |
| Cehia (Rádio Top 100)                               | 15             | [ 133 ]   |
| Columbia (National-Report)                          | 68             | [ 134 ]   |
| Coreea de Sud (Gaon International Albums)           | 25             | [ 135 ]   |
| Croația (HRT)                                       | 1              | [ 136 ]   |
| Elveția (Swiss Hitparade)                           | 1              | [ 137 ]   |
| Danemarca (Tracklisten)                             | 1              | [ 138 ]   |
| Estonia (IFPI)                                      | 5              | [ 139 ]   |
| Europa (Euro Digital Songs)                         | 1              | [ 140 ]   |
| Finlanda (Suomen virallinen lista)                  | 9              | [ 141 ]   |
| Franța (SNEP)                                       | 3              | [ 142 ]   |
| Germania (Offizielle Top 100)                       | 4              | [ 143 ]   |
| Grecia (Greece Digital Songs)                       | 2              | [ 144 ]   |
| Grecia (Greece Digital Songs) (Radio edit)          | 16             | [ 144 ]   |
| Irlanda (IRMA)                                      | 1              | [ 145 ]   |
| Islanda (Tonlist)                                   | 1              | [ 146 ]   |
| Israel (Media Forest)                               | 2              | [ 147 ]   |
| Italia (FIMI)                                       | 2              | [ 148 ]   |
| Japonia (Japan Hot 100)                             | 29             | [ 149 ]   |
| Letonia (Latvijas Radio)                            | 1              | [ 150 ]   |
| Liban (The Official Lebanese Top 20)                | 19             | [ 151 ]   |
| Luxemburg (Luxembourg Digital Songs)                | 1              | [ 152 ]   |
| Malaysia (RIM)                                      | 5              | [ 153 ]   |
| Mexic (Mexico Airplay)                              | 10             | [ 154 ]   |
| Noua Zeelandă (RMNZ)                                | 1              | [ 62 ]    |
| Norvegia (VG-lista)                                 | 1              | [ 155 ]   |
| Olanda (Dutch Top 40)                               | 5              | [ 156 ]   |
| Olanda (Single Top 100)                             | 5              | [ 157 ]   |
| Polonia (Polish Airplay Top 100)                    | 27             | [ 158 ]   |
| Portugalia (AFP)                                    | 1              | [ 159 ]   |
| Regatul Unit (Official Charts Company)              | 1              | [ 65 ]    |
| România (Airplay 100)                               | 37             | [ 81 ]    |
| Scoția (OCC)                                        | 1              | [ 160 ]   |
| Singapore (RIAS)                                    | 6              | [ 161 ]   |
| Slovacia (Rádio Top 100)                            | 1              | [ 162 ]   |
| Slovacia (Singles Digitál Top 100)                  | 1              | [ 162 ]   |
| Slovenia (SloTop50)                                 | 2              | [ 163 ]   |
| Spania (PROMUSICAE)                                 | 11             | [ 164 ]   |
| Suedia (Sverigetopplistan)                          | 1              | [ 165 ]   |
| Statele Unite ale Americii (Billboard Hot 100)      | 1              | [ 166 ]   |
| Statele Unite ale Americii (Adult Contemporary)     | 2              | [ 48 ]    |
| Statele Unite ale Americii (Adult Top 40)           | 2              | [ 47 ]    |
| Statele Unite ale Americii (Dance/Mix Show Airplay) | 40             | [ 167 ]   |
| Statele Unite ale Americii (Dance Club Songs)       | 1              | [ 50 ]    |
| Statele Unite ale Americii (Mainstream Top 40)      | 19             | [ 168 ]   |
| Ungaria (Rádiós Top 40)                             | 28             | [ 169 ]   |
| Ungaria (Single Top 40)                             | 1              | [ 170 ]   |
| Ungaria (Stream Top 40)                             | 1              | [ 171 ]   |
| Venezuela (National-Report)                         | 17             | [ 172 ]   |

| Țară (clasament 2018–2019)             | Poziția maximă | Referință |
| -------------------------------------- | -------------- | --------- |
| Brazilia (Pro-Música Brasil Streaming) | 4              | [ 173 ]   |
| Coreea de Sud (Gaon)                   | 47             | [ 174 ]   |

| Țară (clasament)                                | Poziția maximă | Referință |
| 2018                                            | 2018           | 2018      |
| ----------------------------------------------- | -------------- | --------- |
| Australia (ARIA)                                | 53             | [ 175 ]   |
| Austria (Ö3 Austria Top 40)                     | 33             | [ 176 ]   |
| Canada (Canadian Digital Songs)                 | 12             | [ 177 ]   |
| Elveția (Schweizer Hitparade)                   | 22             | [ 178 ]   |
| Irlanda (IRMA)                                  | 27             | [ 179 ]   |
| Israel (Galgalatz)                              | 3              | [ 180 ]   |
| Italia (FIMI)                                   | 99             | [ 181 ]   |
| Olanda (Dutch Top 40)                           | 69             | [ 182 ]   |
| Regatul Unit (UK Singles Chart)                 | 87             | [ 183 ]   |
| Statele Unite ale Americii (Digital Songs)      | 38             | [ 184 ]   |
| Suedia (Sverigetopplistan)                      | 29             | [ 185 ]   |
| Ungaria (Single Top 40)                         | 8              | [ 186 ]   |
| Ungaria (Stream Top 40)                         | 31             | [ 187 ]   |
| 2019                                            |                |           |
| Australia (ARIA)                                | 9              | [ 188 ]   |
| Austria (Ö3 Austria Top 40)                     | 14             | [ 189 ]   |
| Belgia (Ultratop Flandra)                       | 17             | [ 190 ]   |
| Belgia (Ultratop Valonia)                       | 11             | [ 191 ]   |
| Canada (Canadian Hot 100)                       | 6              | [ 192 ]   |
| Danemarca (Tracklisten)                         | 2              | [ 193 ]   |
| Elveția (Swiss Hitparade)                       | 1              | [ 194 ]   |
| Germania (Official German Charts)               | 16             | [ 195 ]   |
| Irlanda (IRMA)                                  | 7              | [ 196 ]   |
| Italia (FIMI)                                   | 22             | [ 197 ]   |
| Letonia (LAIPA)                                 | 20             | [ 198 ]   |
| Olanda (Dutch Top 40)                           | 29             | [ 199 ]   |
| Norvegia (VG-lista)                             | 2              | [ 200 ]   |
| Noua Zeelandă (Recorded Music NZ)               | 8              | [ 201 ]   |
| România (Airplay 100)                           | 72             | [ 202 ]   |
| Slovenia (SloTop50)                             | 18             | [ 203 ]   |
| Statele Unite ale Americii (Billboard Hot 100)  | 19             | [ 204 ]   |
| Statele Unite ale Americii (Adult Contemporary) | 2              | [ 205 ]   |
| Statele Unite ale Americii (Adult Top 40)       | 11             | [ 206 ]   |
| Statele Unite ale Americii (Dance Club Songs)   | 36             | [ 207 ]   |
| Ungaria (Single Top 40)                         | 1              | [ 208 ]   |
| Ungaria (Stream Top 40)                         | 12             | [ 209 ]   |

## Vânzări și certificări
| \| Țara \| Vânzări/ puncte \| Certificare \| Referințe \| \| --------------------------------- \| --------------- \| ----------- \| --------- \| \| Australia (ARIA) \| +420.000 \| \| [61] \| \| Austria (IFPI) \| +30.000 \| \| [210] \| \| Belgia (BEA) \| +80.000 \| \| [211] \| \| Canada (Music Canada) \| +160.000 \| \| [212] \| \| Danemarca (IFPI Danemarca) \| +180.000 \| \| [213] \| \| Franța (SNEP) \| +333.333 \| \| [76] \| \| Germania (BVMI) \| +400.000 \| \| [214] \| \| Italia (FIMI) \| +200.000 \| \| [215] \| \| Noua Zeelandă (RMNZ) \| +90.000 \| \| [216] \| \| Norvegia (IFPI Norvegia) \| +36.000.000 \| \| [217] \| \| Polonia (ZPAV) \| +100.000 \| \| [218] \| \| Portugalia (AFP) \| +30.000 \| \| [219] \| \| Regatul Unit (BPI) \| +1.200.000 \| \| [71] \| \| Spania (PROMUSICAE) \| +80.000 \| \| [220] \| \| Statele Unite ale Americii (RIAA) \| +1.277.000 \| \| [44][45] \| | Note - reprezintă „disc de diamant”; - reprezintă „disc de platină”; - reprezintă „dublu disc de platină”; - reprezintă „triplu disc de platină”; - reprezintă „sextuplu disc de platină”. |             |               |
| Țara | Vânzări/ puncte | Certificare | Referințe     |
| Australia (ARIA) | +420.000 |             | [ 61 ]        |
| Austria (IFPI) | +30.000 |             | [ 210 ]       |
| Belgia (BEA) | +80.000 |             | [ 211 ]       |
| Canada (Music Canada) | +160.000 |             | [ 212 ]       |
| Danemarca (IFPI Danemarca) | +180.000 |             | [ 213 ]       |
| Franța (SNEP) | +333.333 |             | [ 76 ]        |
| Germania (BVMI) | +400.000 |             | [ 214 ]       |
| Italia (FIMI) | +200.000 |             | [ 215 ]       |
| Noua Zeelandă (RMNZ) | +90.000 |             | [ 216 ]       |
| Norvegia (IFPI Norvegia) | +36.000.000 |             | [ 217 ]       |
| Polonia (ZPAV) | +100.000 |             | [ 218 ]       |
| Portugalia (AFP) | +30.000 |             | [ 219 ]       |
| Regatul Unit (BPI) | +1.200.000 |             | [ 71 ]        |
| Spania (PROMUSICAE) | +80.000 |             | [ 220 ]       |
| Statele Unite ale Americii (RIAA) | +1.277.000 |             | [ 44 ] [ 45 ] |

## Datele lansărilor
| Țară                       | Data               | Format                                      | Casă de discuri       | Referință |
| -------------------------- | ------------------ | ------------------------------------------- | --------------------- | --------- |
| În întreaga lume           | 27 septembrie 2018 | Descărcare digitală · streaming             | Interscope            | [ 9 ]     |
| Italia                     | 5 octombrie 2018   | Difuzare radio cu format CHR/Top 40         | Universal Music Group | [ 221 ]   |
| Regatul Unit               | 13 octombrie 2018  | Difuzare radio cu format CHR/Top 40         | Interscope            | [ 11 ]    |
| Statele Unite ale Americii | 15 octombrie 2018  | Difuzare radio cu format Adult Contemporary | Interscope            | [ 12 ]    |
| Statele Unite ale Americii | 16 octombrie 2018  | Difuzare radio cu format CHR/Top 40         | Interscope            | [ 13 ]    |
| Australia                  | 18 octombrie 2018  | Difuzare radio cu format CHR/Top 40         | Interscope            | [ 222 ]   |